# Adrien Manglard
Adrien Manglard (Lyon, Kraljevina Francuska,  10. ožujka 1695., - Rim, Papinska Država, 1. kolovoza 1760.) bio je francuski grafičar. Bio je učenik Adriaena van der Cabela i učitelj Josepha Verneta. Nakon treninga u rodnom Lyonu s van der Cabelom, Manglard se preselio u Rim, gdje se brzo proslavio kao slikar krajolika.